# Лапшин (Тернопольская область)
Лапшин (укр. Лапшин) — село в Нараевской сельской общине Тернопольского района Тернопольской области Украины.
До 2020 года входило в Бережанский район.
Код КОАТУУ — 6120483001. Население по переписи 2001 года составляло 1152 человека.

## Географическое положение
Село Лапшин находится на правом берегу реки Золотая Липа,
выше по течению на расстоянии в 2,5 км расположено село Подлесное,
ниже по течению на расстоянии в 0,5 км расположено село Гаёк,
на противоположном берегу — село Гиновичи.
Несколько частей села расположены на расстоянии до 2,5 км на запад.
Рядом проходит автомобильная дорога Т-2007.

## История
- 1578 год — дата основания.

## Объекты социальной сферы
- Школа I—II ст.
- Клуб.
- Фельдшерско-акушерский пункт.

## Галерея

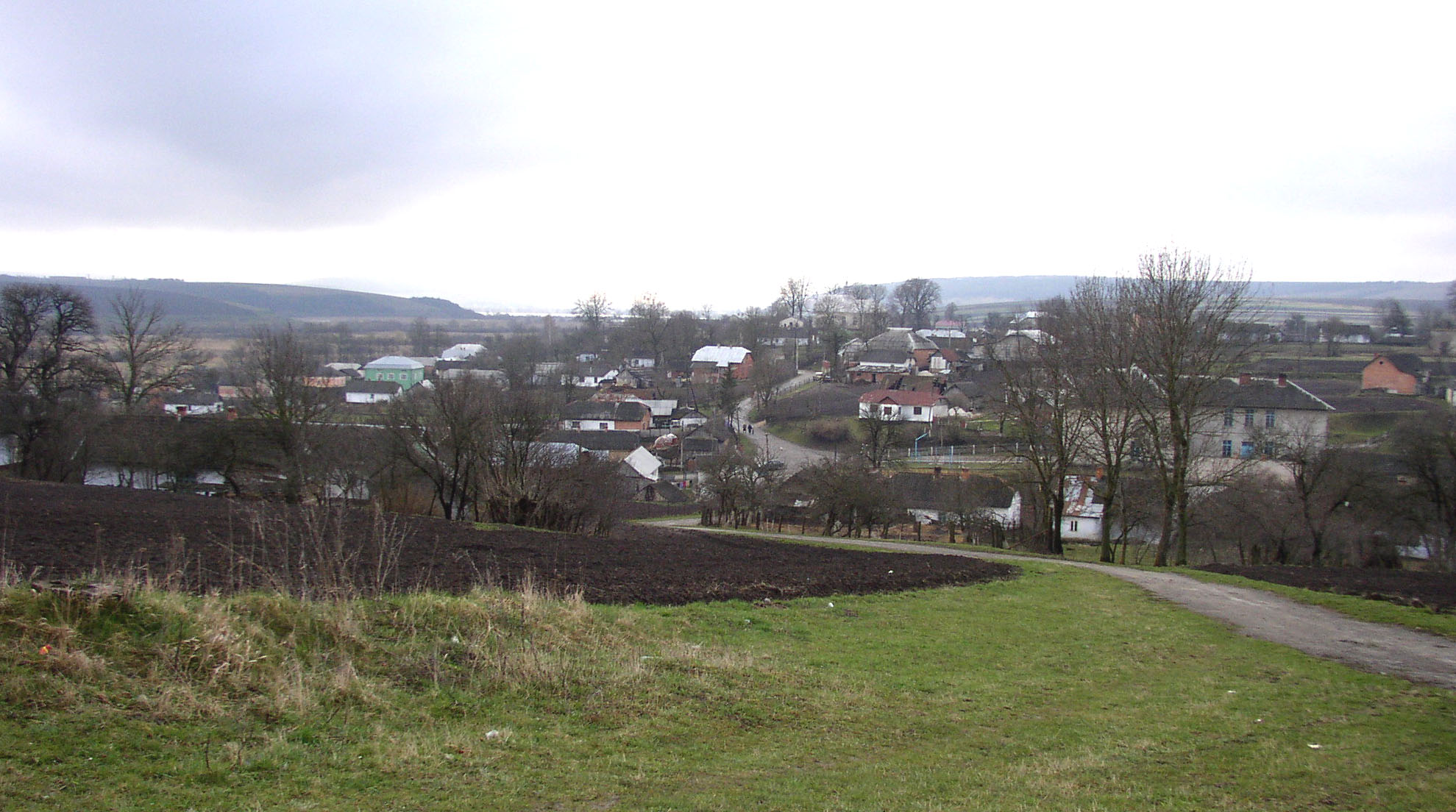
Вид на село
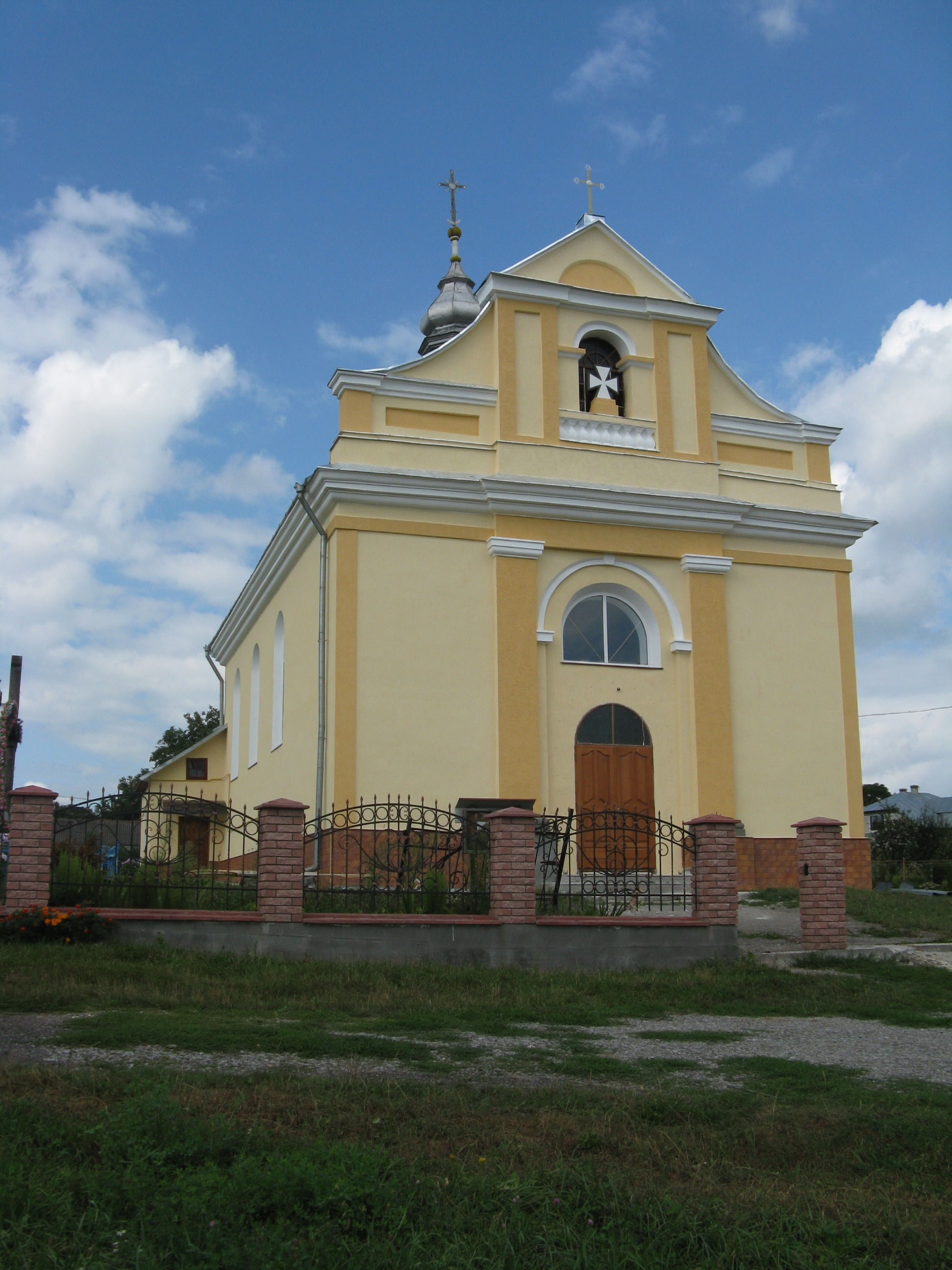
Церковь Святого Николая